# Ilmatar Corona
Ilmatar Corona est une corona, formation géologique en forme de couronne, située sur la planète Vénus par 34,3° N et 25° E. Elle est localisée dans le quadrangle de Bereghinya Planitia. Elle a été nommée en référence à Ilmatar, déesse finnoise de ciel, créatrice du monde. 

## Géographie et géologie
Ilmatar Corona couvre une surface circulaire d'environ 110 km de diamètre. 